# Angraecum serpens
Angraecum serpens är en orkidéart som först beskrevs av Joseph Marie Henry Alfred Perrier de la Bâthie, och fick sitt nu gällande namn av Jean Marie Bosser. Angraecum serpens ingår i släktet Angraecum och familjen orkidéer. Inga underarter finns listade i Catalogue of Life.